# نواب (لقب سياسي)
ناواب أو نَواب (البنغالية: নবাব/নওয়াব, ديفاناغاري: नवाब/नबाब, فارسية-عربية: نواب) كما تنطق بألفاظ أخرى حسب البلد نوّب, نافآب, نافاب, ناوب, نابوب, نوآب شاه , نوابشه أو نوباب هو اللقب الملكي مما يشير إلى سيادة الحاكم في كثير من بلاد جنوب آسيا في نواح كثيرة مماثلة لألقاب الملك في البلاد الغربية، فالعلاقة بين الناواب وإمبراطور الهند يمكن مقارنتها مع العلاقة بين الملوك من ولاية ساكسونيا إلى الإمبراطور الألماني.
وفي أوقات سابقة كان الإمبراطور المغولي يمنح اللقب لحكام التقسيمات الشبه المستقلة الإسلامية أو حكام الولايات الأميرية في شبه القارة الهندية الذين لهم ولاء لإمبراطورية المغول (أي نواب البنغال).
اللقب عموما هو شائع بين الحكام المسلمين من جنوب آسيا ما يعادل لقب المهراجا، ومع ذلك فإنه ليس حكرا على المسلمين فقط.
تشير كلمة «نواب» عادةً إلى الذكور وتعني حرفياً نائب الملك ؛
أما اللقب المعادل في حالة المرأة هو «بيجوم» أو «نواب بيجوم».
كان الواجب الأساسي للناواب هو دعم سيادة الإمبراطور المغولي جنبًا إلى جنب مع إدارة مقاطعة معينة.
كما تم منح لقب «نوابي» للأشخاص والعائلات الذين حكموا ولاية أميرية لخدمات مختلفة لحكومة الهند البريطانية على أنه تمييز شخصي من قبل القوة العظمى، على غرار النبلاء البريطاني.
في بعض الحالات، كان اللقب مصحوبا أيضًا بمنح صاحبه أراضي الجاكير، سواء في الإيرادات النقدية والبدلات أو حيازات الأراضي.
أثناء فترة الراج البريطاني (فترة الحكم البريطاني في الهند)، تم أيضًا منح بعض الزعماء، أو قادة الجند (الساردار)، من القبائل الكبيرة أو المهمة اللقب، بالإضافة إلى الألقاب التقليدية التي كانت موجودة بالفعل بحكم رئاسة القبائل.
مصطلح زامنداري "zamindari" كان يستخدم في الأصل لحاكم المنظقة المسمى صوبه دار subahdar (حاكم المقاطعة) أو نائب الملك في subah (مقاطعة) أو مناطق من إمبراطورية المغول.

## التاريخ

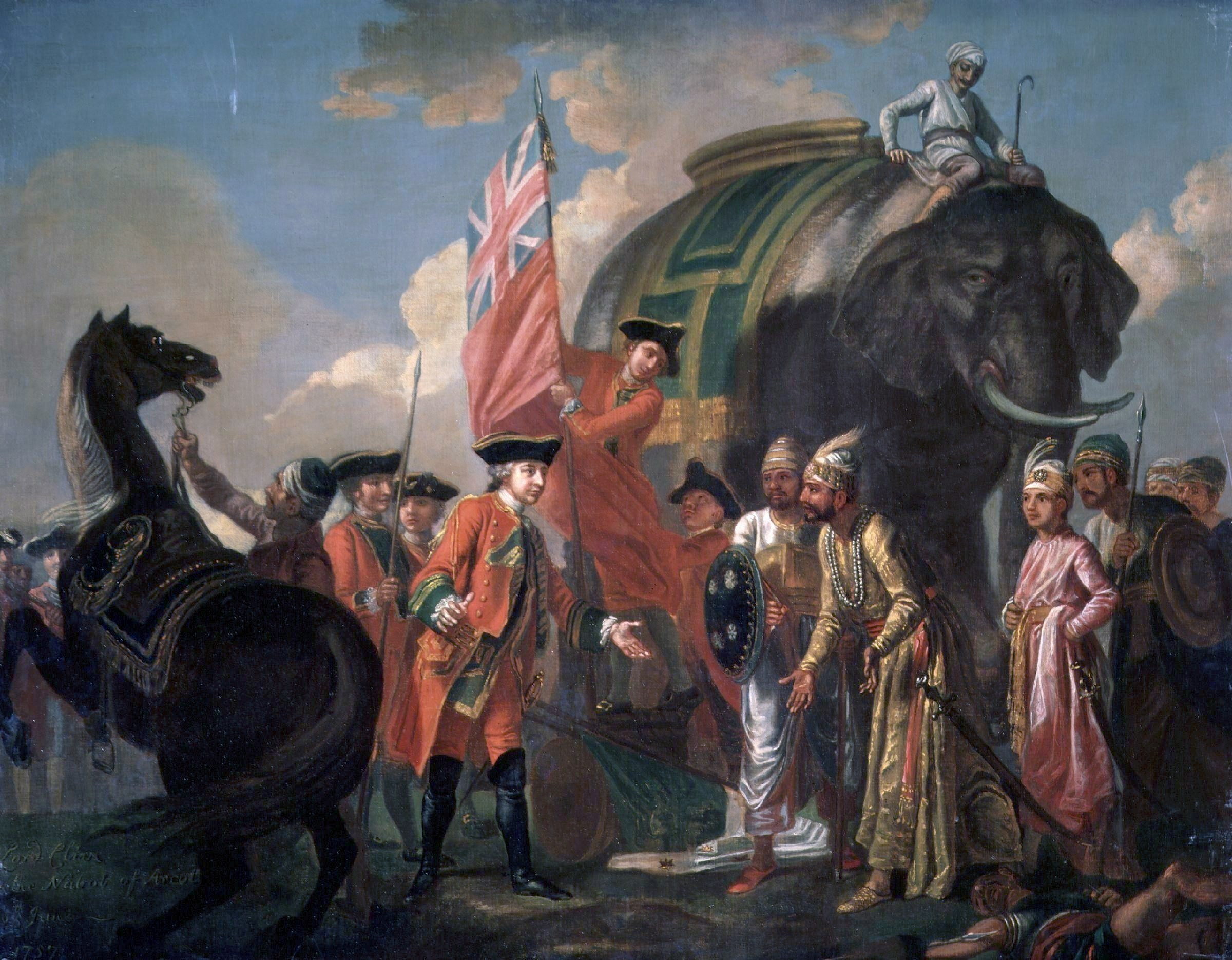
روبرت كلايف ، يلتقي مع نواب مير جعفر بعد معركة بلاسي ، بواسطة فرانسيس هايمان

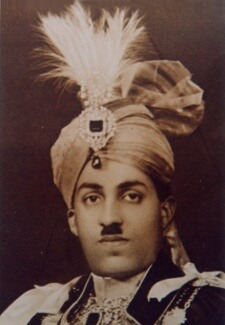
الجنرال نواب السير صادق محمد خان الخامس، آخر نواب حاكم بهاولبور

ناواب (نَواب) هو مصطلح هندوستاني، يستخدم في الأردية، والهندية، والبنغالية، والعديد من اللغات الشمالية الهندية الأخرى، مستعار عبر الفارسية من الجمع الشرفي العربي النايب ، أو «النائب».
في بعض المناطق، وخاصة البنغال، يُنطق المصطلح نوباب Nobab والذي أدخل إلى اللغة الإنجليزية واللغات الأجنبية الأخرى كـلفظ نابوب nabob .

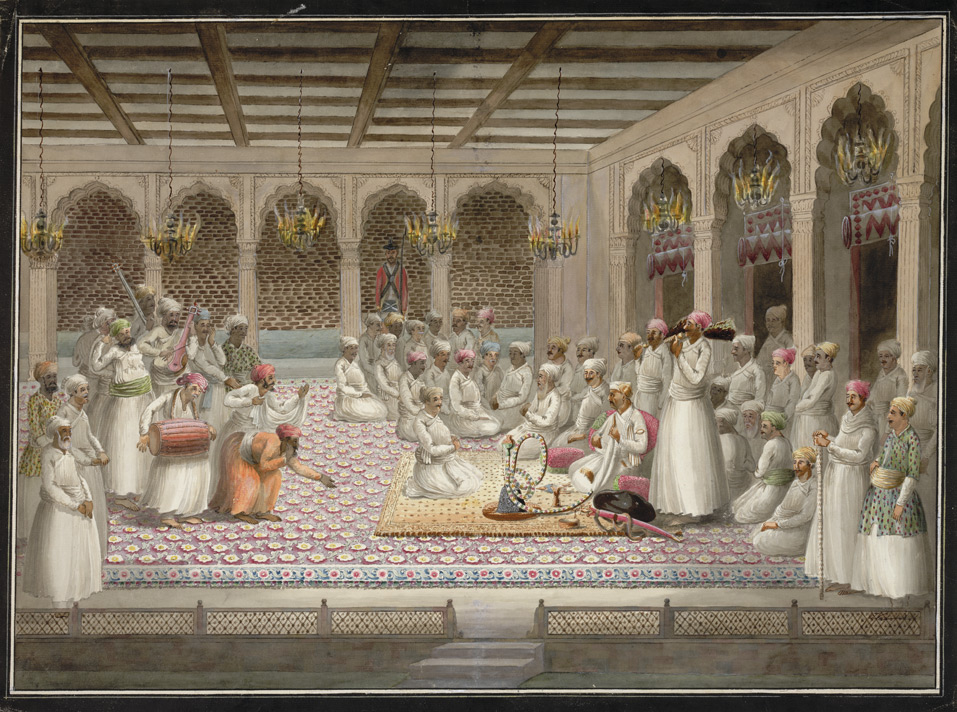
ديوان فصل الشتاء لناواب المغول

غالبًا ما يستخدم مصطلح «نواب» للإشارة إلى أي حاكم مسلم في شمال أو جنوب الهند ، بينما يُفضل مصطلح «نظام» للإشارة إلى مسؤول كبير - وهو يعني حرفيًا «حاكم المنطقة».
كان لدى نظام حيدر أباد (حاكم حيدر أباد) عدة نوابين تحته: نواب من كودابا، سيرا، راجاهموندري، كورنول، شيكاكول، وآخرون.
«نظام» هو لقب حاكم حيدر أباد الشخصي الذي منحته له حكومة موغال واستناداً إلى مصطلح «ناظم» بمعنى «ضابط كبير». ولا يزال لقب «ناظم» يستخدم لجامع المقاطعات في أجزاء كثيرة من الهند.
ومع ذلك لا يزال مصطلح «نواب» غير دقيق من الناحية الفنية، حيث مُنِح اللقب أيضًا للهندوس والسيخ أيضًا وايضا منح لعدد كبير من أصحاب الأراضي الممنوحة والذين يطلق عليهم الزمندار، وليس بالضرورة أن يكون المنح للقب لجميع الحكام المسلمين.
ومع انحسار تلك الإمبراطورية، أصبح اللقب والسلطات المصاحبة لها وراثيًا في العائلات الحاكمة في مختلف المحافظات.
تحت الحكم البريطاني في وقت لاحق، واصلت النواب nawabs حكم مختلف الولايات الأميرية مثل ولايات: أوده، آمب، باهاوالبور، بالاسينور، باوني، بانجانابالي، بوبال، كامباي، جورا، جوناغاد، كورنول (المدينة الرئيسية في الدكن)، كورواني، ممدوت، مولتان، بالانبور، باتودي، رادانبور، رامبور، مالركوتيا، ساشين، راجولي وتونك.
وقد تم تجريد اللقب من حكام سابقين آخربن حملوا اللقب، مثل نواب البنغال والعودا أو غيرهم بحلول الوقت الذي انتهت فيه سلالة المغول أخيرًا في عام 1857.
أصبح بعض الأمراء نواب بالترقية، على سبيل المثال كان حاكم بالانبور يحمل لقب «ديوانًا» حتى عام 1910، ثم لقب «نواب صاحب».
وتمت ترقية نواب أخرون إلى أسلوب أميري آخر، أو إلى الخلف، على سبيل المثال في ولاية راج قاره تم تغيير لقب " روات (راجا) إلى لقب نواب.
أما اللقب المؤنث للملكة المقابل للنواب كان هو لقب «بيجوم».
وكانت معظم السلالات الحاكمة هم نواب الذكور (كان يمنح للذكر البكري)، على الرغم من أن العديد من نواب ولاية بوبال كانت استثناء ملحوظا فقد كان معظمهم من الإناث.
قبل دمج شبه القارة الهندية في الإمبراطورية البريطانية، حكم نواب مملكة أوده «العودا» كل من بلاد البنغال وأركوت وبوبال.(بتشجيع من البريطانيين للتخلي عن سلطان المغول وتفويض النمط الإمبراطوري لبادشاه)،

## عائلات نواب الحاكمة

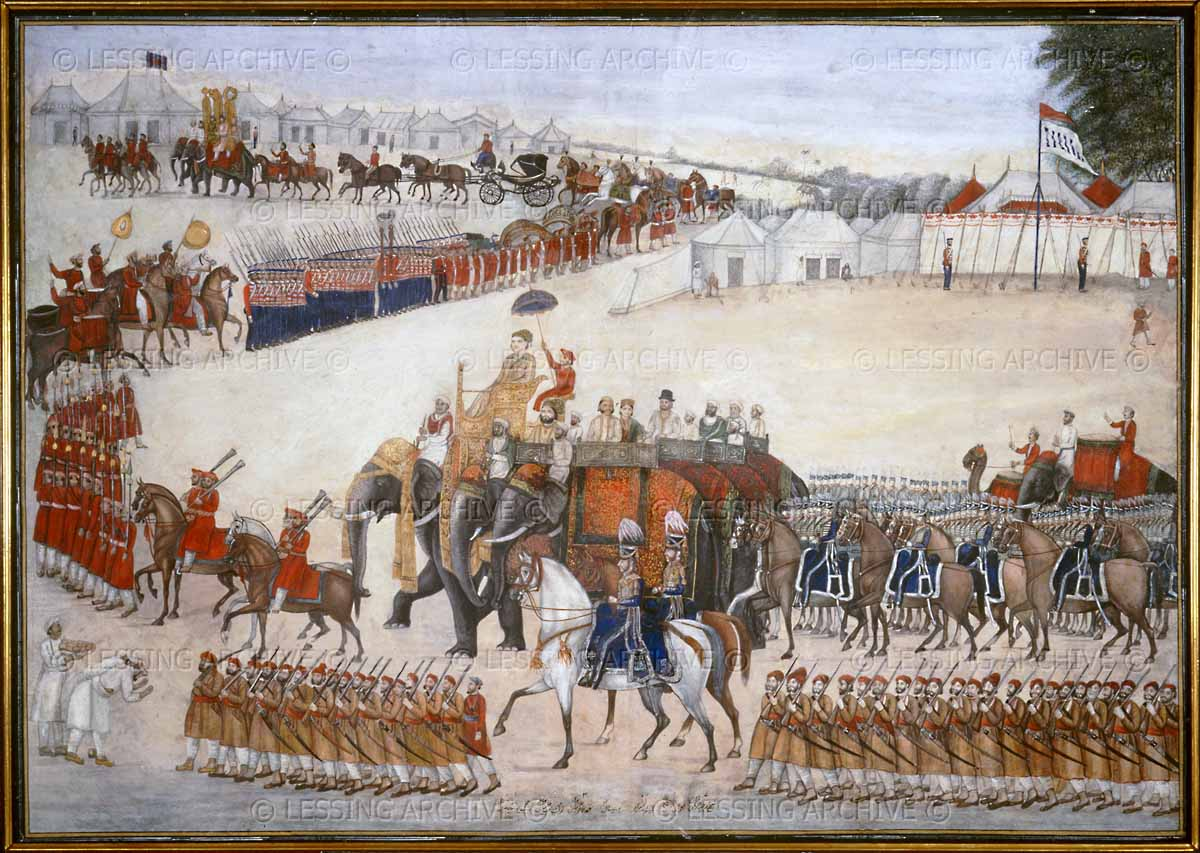
موكب يوسف علي خان ، لوحة تصور يوسف خان في طريقه إلى معسكر للدوربار الذي أقيم في فاتحجاره عام 1859

### العائلات الحاكمة عند الانضمام إلى الهند
- نواب من أكبربور - أسمرة فريدة بيجوم
- نواب مير عثمان علي خان بهادور، النظام السابع لحيدر أباد
- نواب عشواث
- نواب بابي من بلاسينور
- نواب الباعوني
- نواب باساي، نواب خواجا محمد خان
- نواب من برار على غرار ميرزا من برار (تحت نظام حيدر أباد)
- نواب من بيكامبور وداتوالي (عليكرة)
- نواب من بوبال (حاكمات كن يعرفن باسم نواب بيجوم بوبال)
- نواب كامباي (كامباي)
- نواب من كارناتيك، أمراء أركوت المعاد تصميمهم
- نواب الدجانة
- نواب من فروخاباد
- نواب الجعورة
- نواب صاحب جناجاد
- نواب من مالر كوتلا
- نواب محمدغار
- نواب صاحب بالانبور (حتى عام 1910 على طراز الديوان)
- نواب أوده
- نواب البثاري
- نواب من رادانبور
- نواب راجولي، الهند
- نواب رامبور
- نواب ساشين
- نواب من سردانة
- نواب تونك، الهند

### السلالات السابقة للولايات الأميرية في الهند قبل الاستقلال
- نواب الكروي
- نواب باتودي
- نواب سافانور
- نواب ممدوت
- نواب ولاية تراكوت
- نواب من فاروخناجر
- نواب الججار
- نواب سورة

### الأسر الحاكمة عند الانضمام إلى باكستان (بما في ذلك بنغلاديش الحالية)
- نواب عم
- نواب بهاولبور
- نواب دكا
- نواب من دير
- نواب صاحب جناجاد
- نواب من كارنال، (مندال نوشرواني)
- نواب الخران
- نواب مكران
- نواب من مالر كوتلا
- نواب من كلاباغ (منطقة ميانوالي)

### السلالات الحاكمة السابقة التي أصبحت متقاعدين سياسيا
- بادشاه عود، نواب وزير أوده سابقًا،

أيضًا وزير إمبراطوري لكل موغال الهند، وكلاهما وراثي
- نواب البنغال، مثل نواب مرشد أباد
- نواب المراولي
- نواب من باتنا
- نواب سورة
- نواب من لونجلي (سيلهيت)

### اتحاد روهيلا[2]
كانت كل هذه الولايات في مرحلة ما تحت سلطة نواب روهيلخاند، التي أصبحت فيما بعد نواب رامبور. تم ضم معظم هذه الدول في نهاية حرب روهيلا الأولى.
- نواب البدعون
- نواب من مراد آباد
- نواب من باريلي
- نواب نجيب اباد
- نواب من فيليبيت
- نواب من فروخاباد
- نواب بيسولي

## نواب متنوعة

### نواب شخصي (غير حاكم)
تم منح لقب «نواب» أيضًا على أنه تمييز شخصي من قبل القوة العظمى، على غرار النبلاء البريطاني، للأشخاص والعائلات الذين لم يحكموا دولة أميرية مطلقًا.
بالنسبة للنخبة المسلمة، تم تقديم ألقاب مختلفة عن النوع المغولي، بما في ذلك نواب، من بين الممنوحين للقب من قبل السلطة البريطانية هم:
نواب هاشم علي خان (1858-1940)، نواب خواجا عبد الغني (1813-1896)، نواب عبد اللطيف (1828-1893)، نواب فايزونسا شودوراني (1834-1904)، نواب علي شودري (1863-1929)، نواب سيد شمس الهدى (1862–1922)، نواب سراج الإسلام (1848-1923)، نواب علم يار جونغ بهادور، ماجستير، مدراس، بكالوريوس، BCL ، بر القانون (1890-1974). كان هناك أيضا نواب دانباري، نواب من راتانبور، نواب بارودا وغيرهم.

### نواب (رتبة)

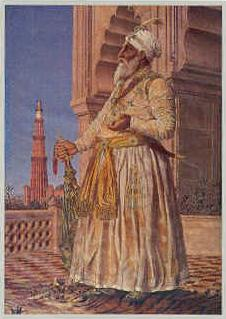
صورة لمن يعتقد أنه أول "نواب" لإمبراطورية المغول ، «سعدات علي خان الأول» نواب أوده.

كان نواب أيضًا لقب رتبة - مرة أخرى ليس رسميا - لطبقة أقل بكثير من النبلاء المسلمين - في الواقع أطلق على الحاشية في بلاط الحاكم «نظام ولاية حيدر أباد» وولاية بيرار، حيث كان يحتل مرتبة أعلى من خان بهادور وخان، ومرتبة أقل من جانغ ودولا ومولك وعمارة وجاه؛ كان المكافئ لرجال الحاشية الهندوس هو رجا بهادور.

## عناوين مشتقة

### نواب زاده

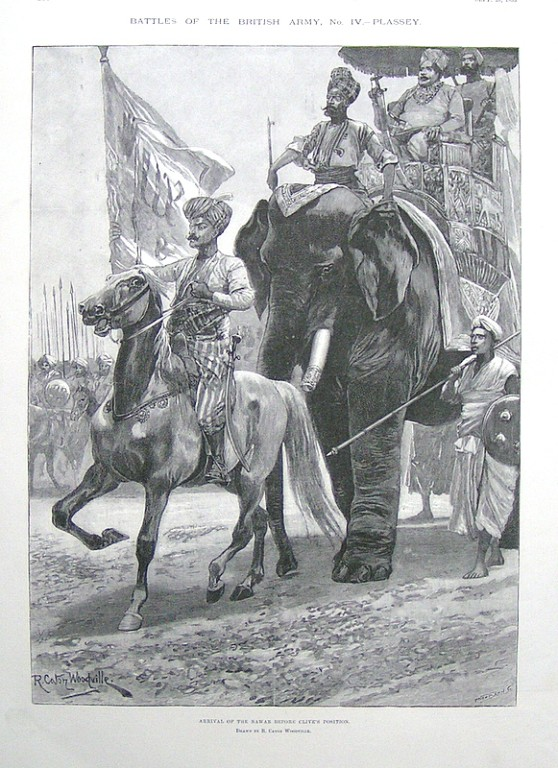
نواب البنغال مير قاسم 1757

هذا الأسلوب، بإضافة اللاحقة الفارسية -زادة التي تعني الابن (أو أحفاد ذكور آخرين؛ انظر حالات أخرى في الأمير)، يتناسب اشتقاقيًا مع أبناء نواب، ولكن في الممارسة الفعلية أسست العديد من السلالات الحاكمة أنماط أخرى.
على سبيل المثال، في بهاولبور، استخدم مصطلح نواب زادة قبل الاسم الشخصي لوريث الحكم الظاهر، ثم لقب خان عباسي ، وأخيراً لقب والي أحد بهادور (تعزيزاً لوالي إيهيد)، بينما استخدم أبناء نواب الحاكم لقب صاحب زادة قبل الاسم الشخصي وخلف لقب خان عباسي فقط.
وكان لقب «نوابزادي» تدل على بنات نواب الحاكم.
في مكان آخر، كان هناك حكام لم يُنصّبوا كنواب ولكنهم منحوا لقب نواب زادة للآخرين.

### نائب (مصطلح عثماني، إيراني، عربي)
كلمة نايب ((بالعربية: نائب)) تشير تاريخياً إلى أي زعيم محلي في بعض أجزاء الإمبراطورية العثمانية، والممالك الإيرانية الحديثة المتعاقبة (الصفوية، إلخ)، وفي شرق القوقاز (على سبيل المثال أثناء الإمامة القوقازية).
واليوم، تُستخدم الكلمة للإشارة إلى المشرعين المنتخبين بشكل مباشر في مجالس النواب في العديد من المناطق الناطقة باللغة العربية لمقارنتهم بمسؤولي المجالس العليا (أو الشورى). ويطلق أسم مجلس النواب كاسم للعديد من المجالس التشريعية الدنيا والمجالس التشريعية أحادية المجلس.
كما تم استخدام كلمة نايب "Naib" في لغة ملايو (خاصة اللغة الماليزية) لترجمة مكون «نائب» أو «نائب» في عناوين معينة (على سبيل المثال «نائب الرئيس» - نائب بريسيدين)  بصرف النظر عن تيمبالان و الوكيل (الأخير هو السائد في البديل الإندونيسي).

## «نابوب»، مصطلح عامية مشتق
في الاستخدام العامي للغة الإنجليزية (منذ عام 1612)،  المعتمدة في اللغات الغربية الأخرى، تشير الترجمة الصوتية نابوب "nabob"لدى عامة الناس: زعيم تاجر يتمتع بمكانة اجتماعية وثروة عالية. «نابوب» مشتق من اللفظ البنغالي لـ «نواب»: (بالبنغالية: নবাব)‏ نوباب .
خلال القرن الثامن عشر على وجه الخصوص، تم استخدام اللفظ على نطاق واسع كمصطلح مهين للتجار أو الإداريين البريطانيين الذين، بعد أن جمعوا ثروة في الهند ثم عادوا إلى بريطانيا وتطلعوا إلى الاعتراف بأنهم يتمتعون بمكانة اجتماعية أعلى تمكنهم منها ثروتهم الجديدة.
من المحتمل أن تكون شخصية جوس سيدلي في رواية سوق الأضاليل هو أفضل مثال معروف في روايات الخيال الأدبي.
من هذا الاستخدام المحدد، تم استخدامه أحيانًا لرجال الأعمال الأثرياء بشكل عام.
يمكن أيضًا استخدام «نابوب» مجازيًا للأشخاص الذين لديهم إحساس كبير بأهميتهم الخاصة، كما هو الحال في الرفض الشهير لوسائل الإعلام الإخبارية على أنها «نابوبس سلبية» في خطاب ألقاه سبيرو نائب رئيس نيكسون أجنيو وكتبه ويليام سافير.

## معرض الصور

نواب من الهند
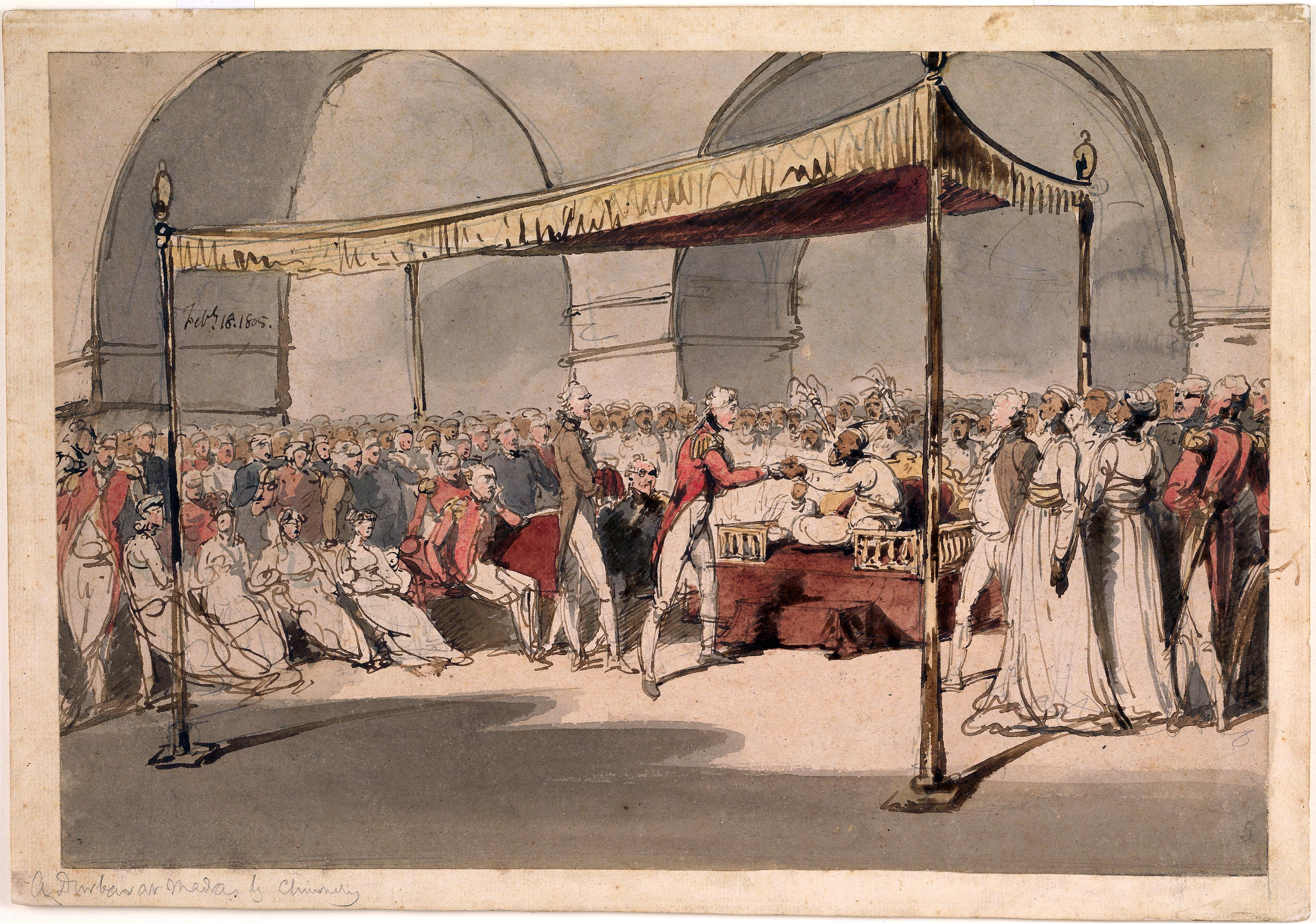
Azim-ud-Daula
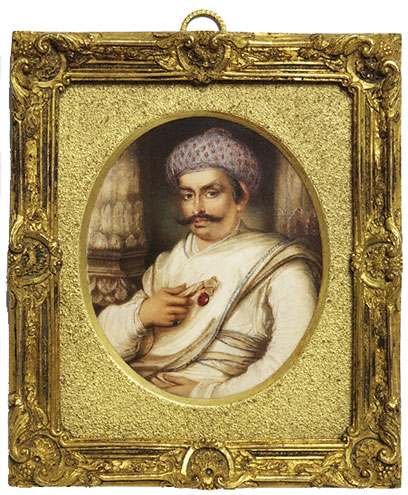
حيدر بك خان أوده
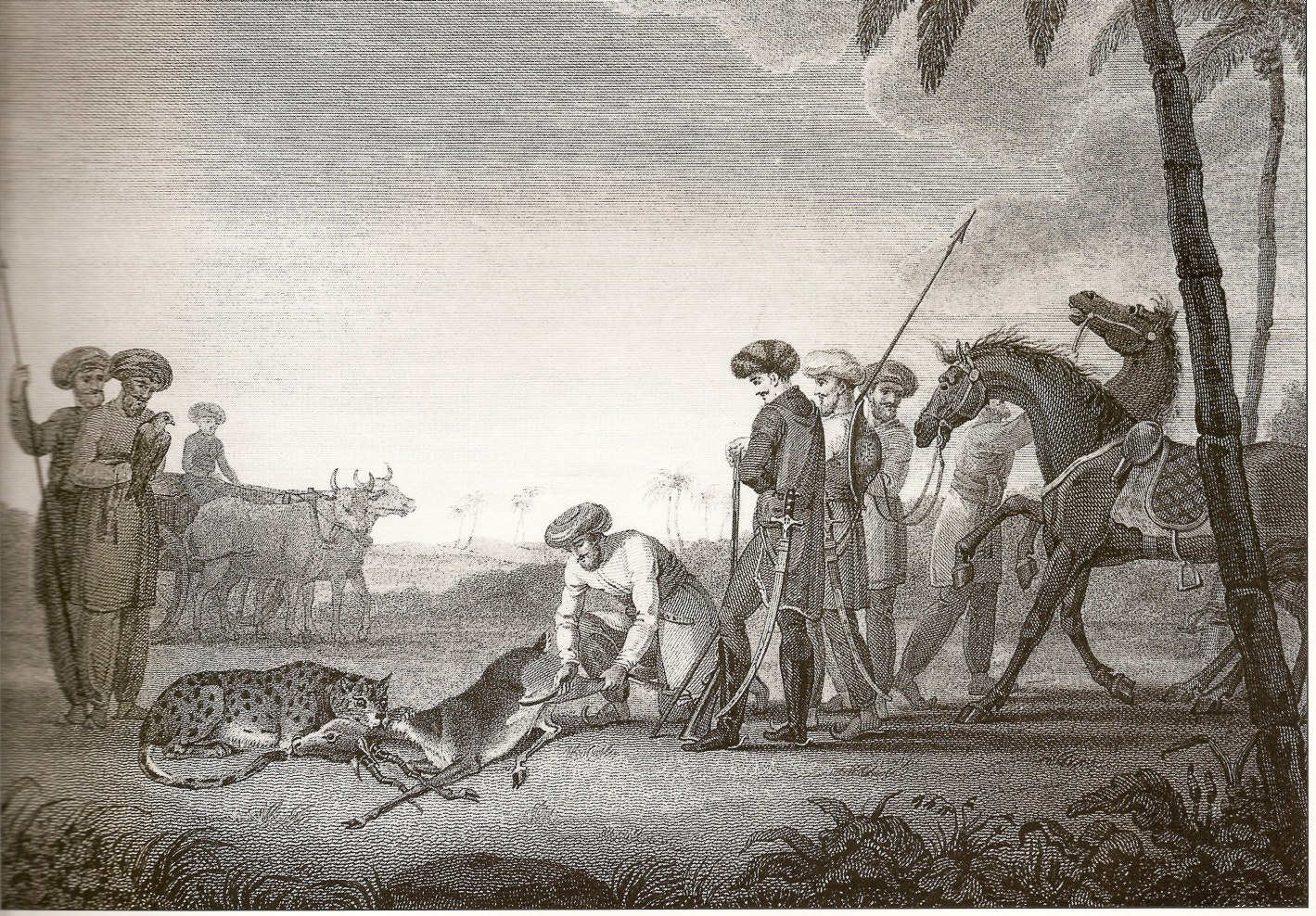
نواب يصطاد البلاكباك مع الفهد الآسيوي
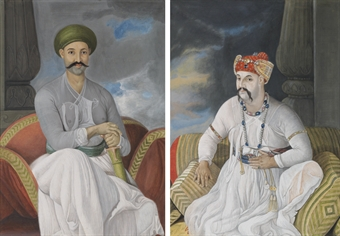
نواب أوده
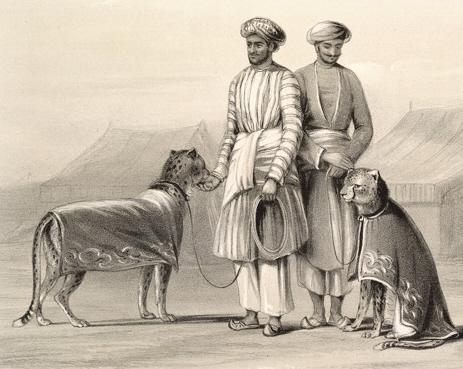
نواب وفهود
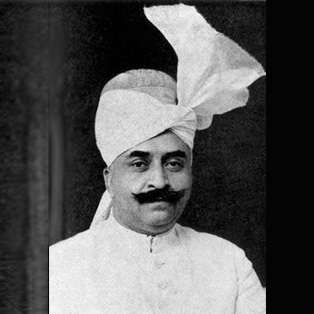
نواب مالك أمير محمد خان  [لغات أخرى]‏ نواب كلاباغ  [لغات أخرى]‏ وشيخ قبيلة أوان
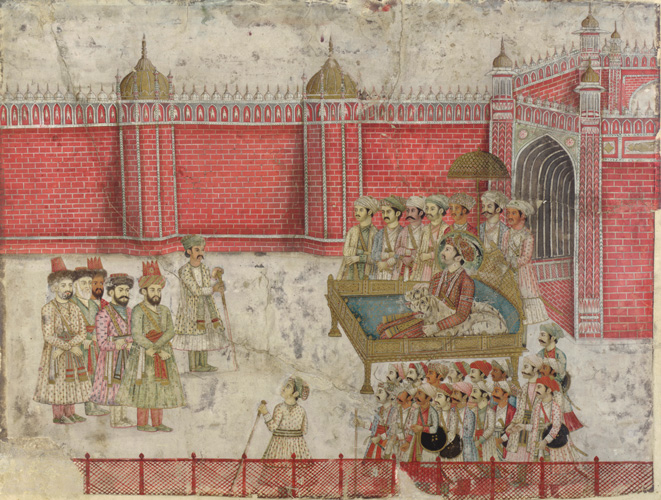
الأفشارون ونواب المغول
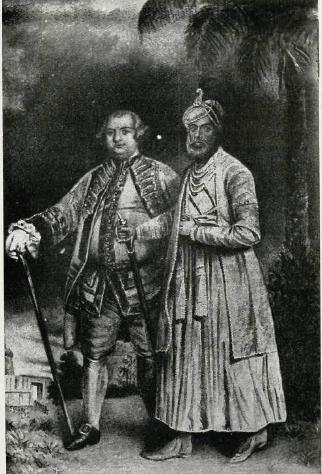
محمد علي خان والجة نواب كارناتيك
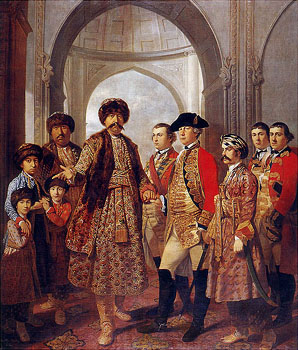
شجاع الدولة نواب أوده
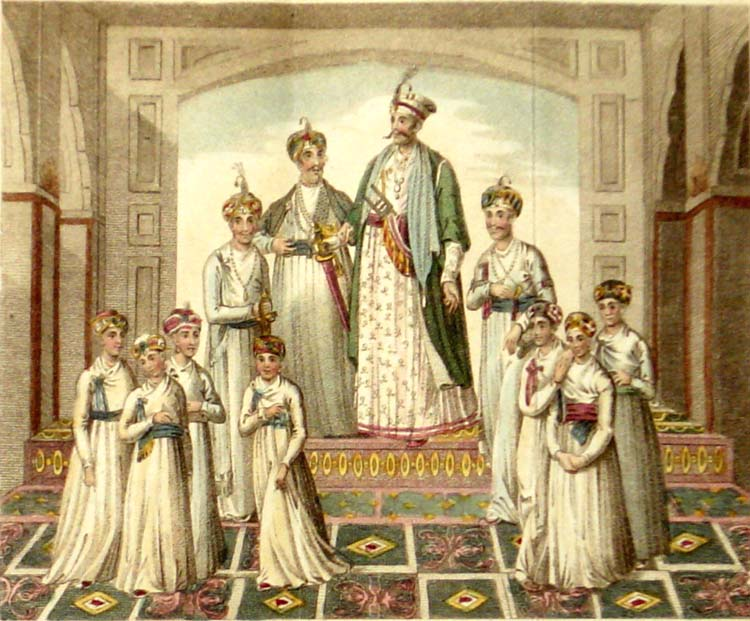
شجاع الدولة وأولاده وأقاربه
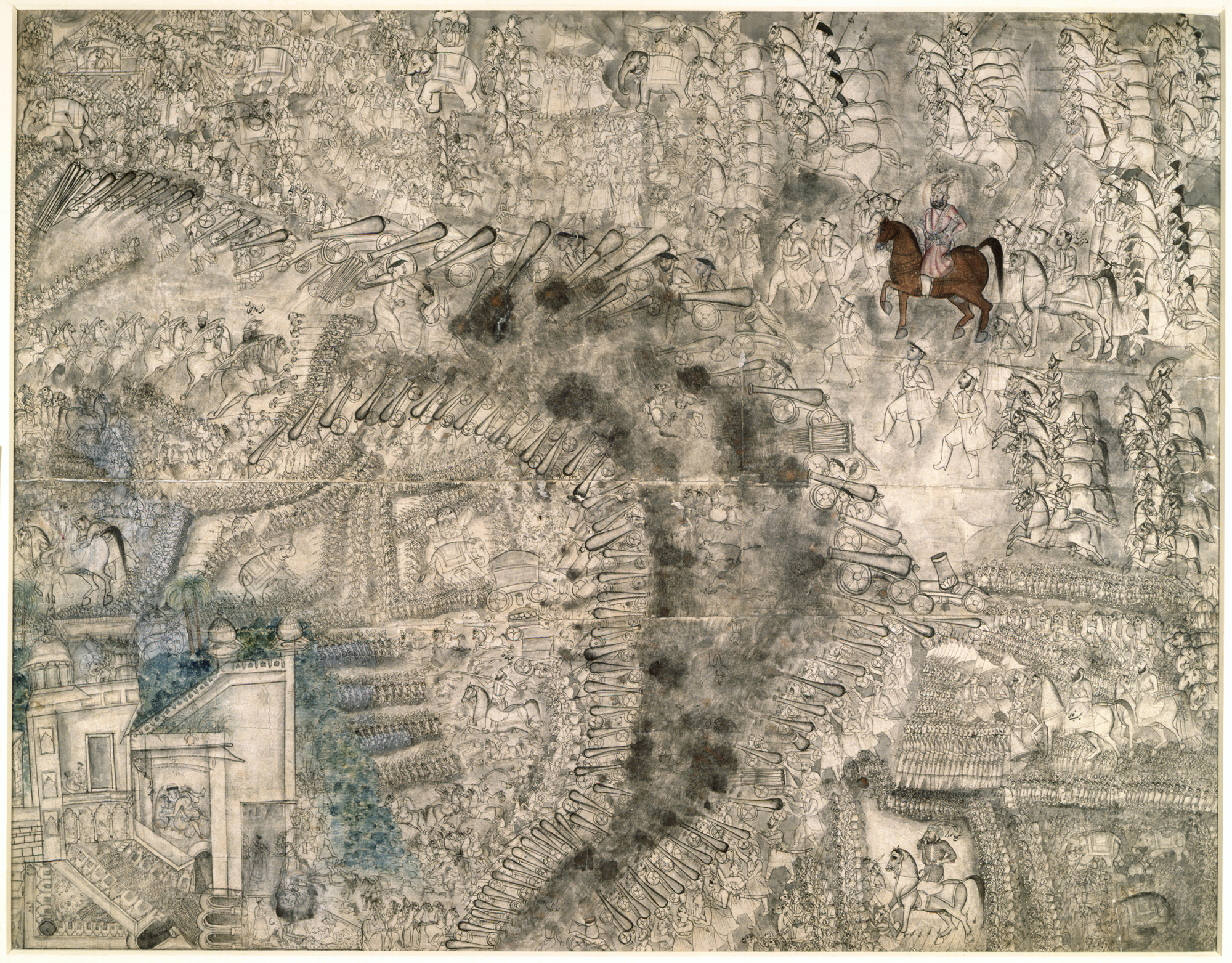
نواب في معركة أثناء معركة بانيبات (1761)
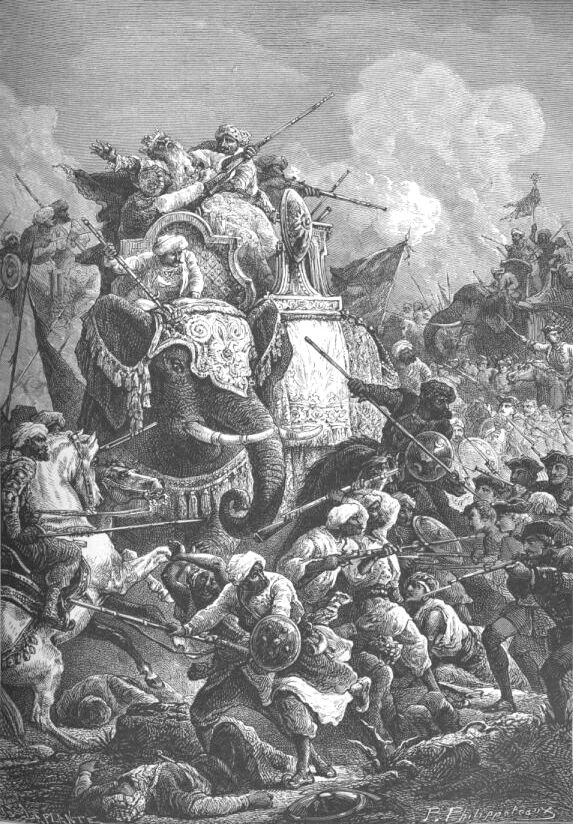
نواب من كارناتيك في المعركة
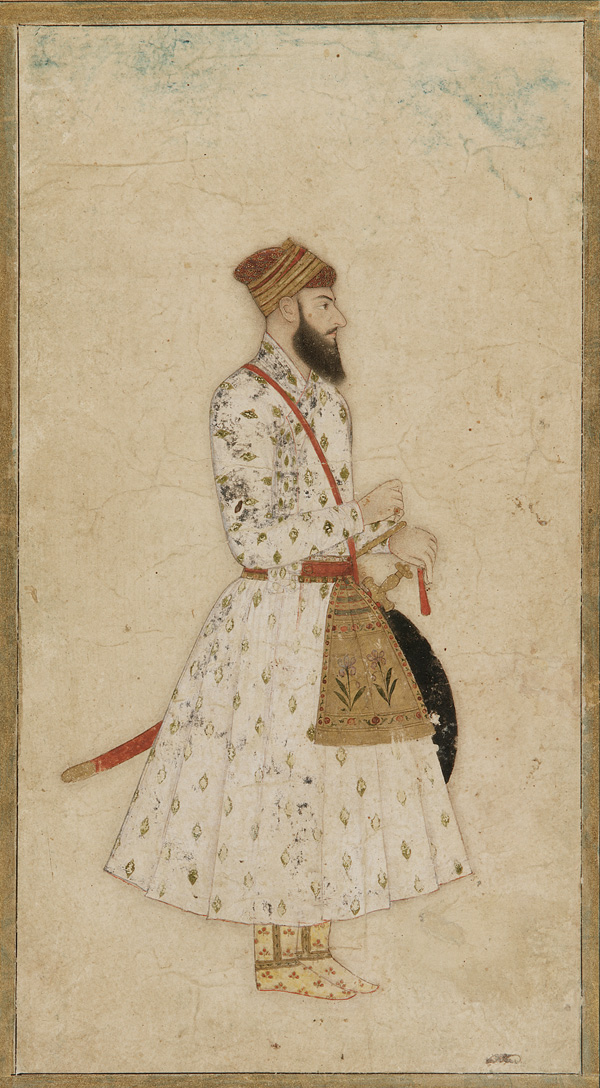
نواب ، في عهد الإمبراطور المغولي شاه جهان
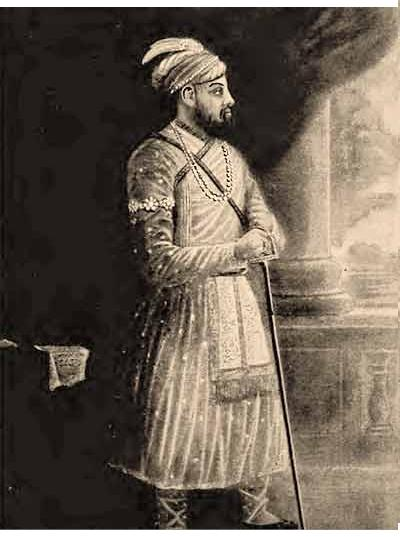
شجاع الدين محمد خان نواب البنغال
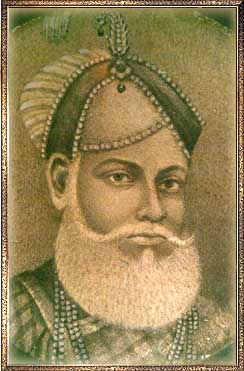
أنور الدين محمد خان  [لغات أخرى]‏ نواب كارناتيك
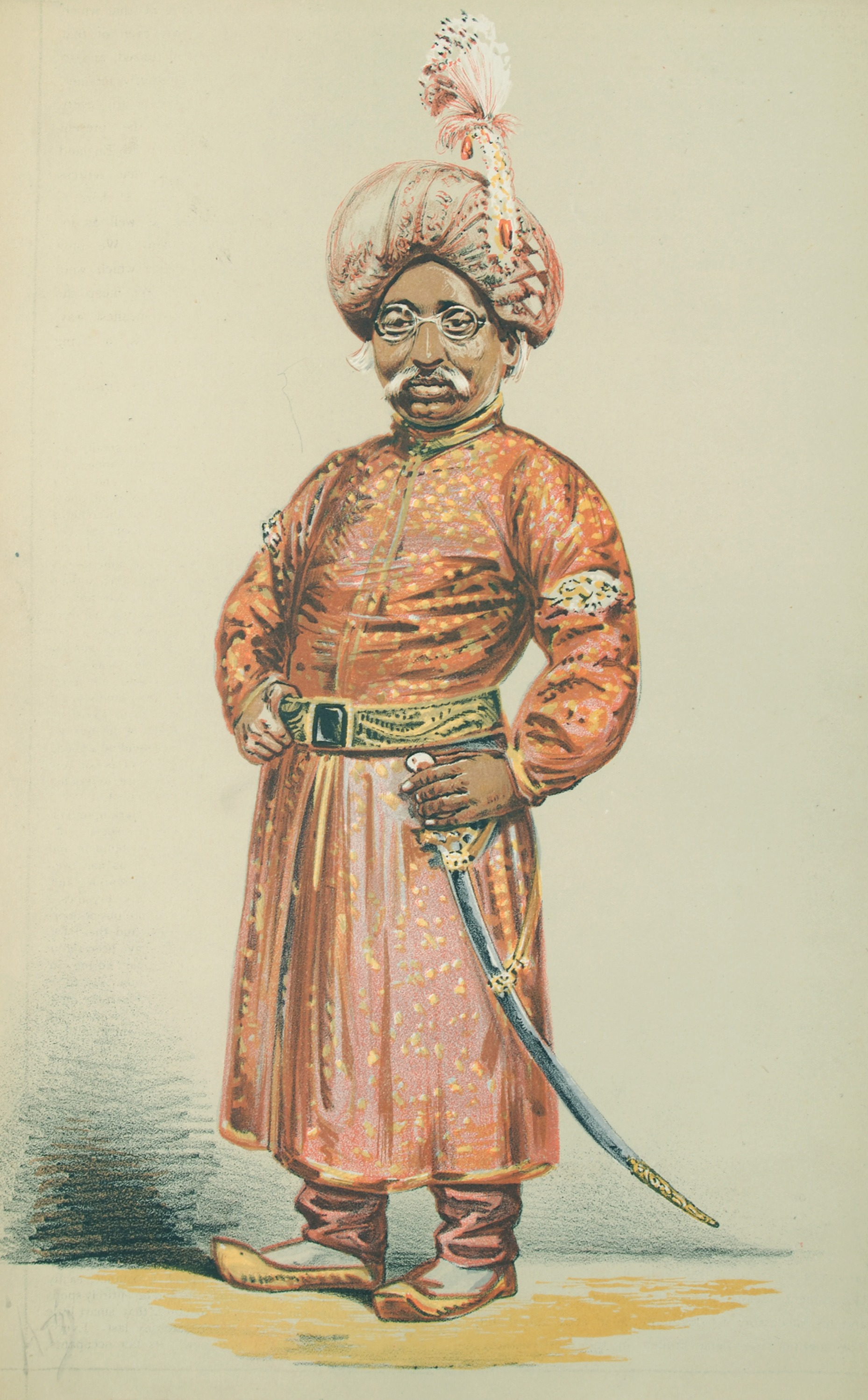
نواب البنغال

## الولايات الهندية التي كان يحكمها نواب سابقًا
- أمب (تانولي)
- اركوت
- أوده
- باهاوالبور
- بالاسينور
- بانجانابالي
- باوني
- البنغال
- بيرار (اسمياً تحت حكم نظام حيدر أباد)
- بوبال
- كامباي
- دير
- فاروخاباد (أوتار براديش، الهند)
- حيدر أباد
- جورا
- جوناغاد
- ولاية تاراكوت
- كلاباغ
- كوراي
- ملتان
- شكور
- ثاتا
- ممدوت
- مانافادار
- وارشا
- بالانبور (غوجارات، الهند)
- باتودي
- رادانبور
- راجولي
- رامبور
- ساشين
- تونك